# Apple Music Festival
Het Apple Music Festival (eerder bekend als het iTunes Festival) was een jaarlijks terugkerend muziekfestival in het Roundhouse van Londen.
Het festival werd georganiseerd door het Amerikaanse computerbedrijf Apple. Toegangskaarten voor de optredens werden via een wedstrijd gratis weggeven, gebruikers konden zich aanmelden via de iTunes Store of de app van het muziekfestival. De optredens werden ook rechtstreeks uitgezonden op iTunes, Apple TV of de app. Deze waren ook nog na het festival een korte tijd te bekijken.
Het muziekfestival werd niet altijd in het Roundhouse gehouden. De eerste twee edities werden wel in Londen gehouden, maar dan op andere locaties. Van 2007 tot 2011 werden de concerten in de maand juli gehouden. Vanaf 2012 werd dat september. In maart 2014 werd er eenmalig een extra editie in de Verenigde Staten gehouden. Deze duurde vijf dagen en vond plaats in het Moody Theater in Austin, Texas.
Na tien versies maakte Apple in 2017 bekend geen muziekfestivals meer te organiseren.

## Edities

### 2007

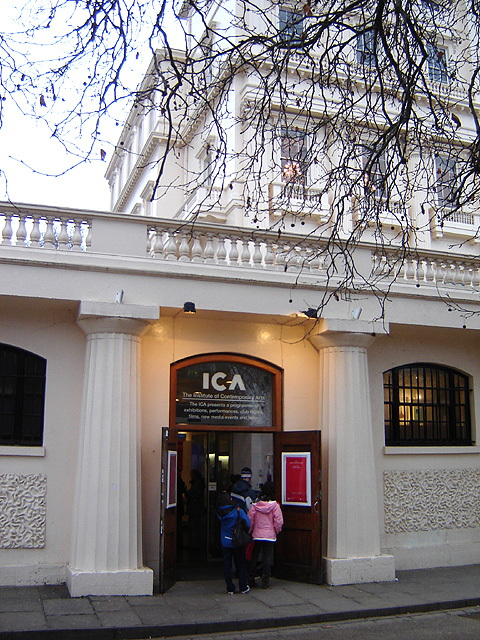
De editie van 2007 werd gehouden in het Institute of Contemporary Arts

De eerste editie werd gehouden in het Institute of Contemporary Arts, een cultuurcentrum aan The Mall in Londen. De volgende artiesten gaven een optreden:

### 2008

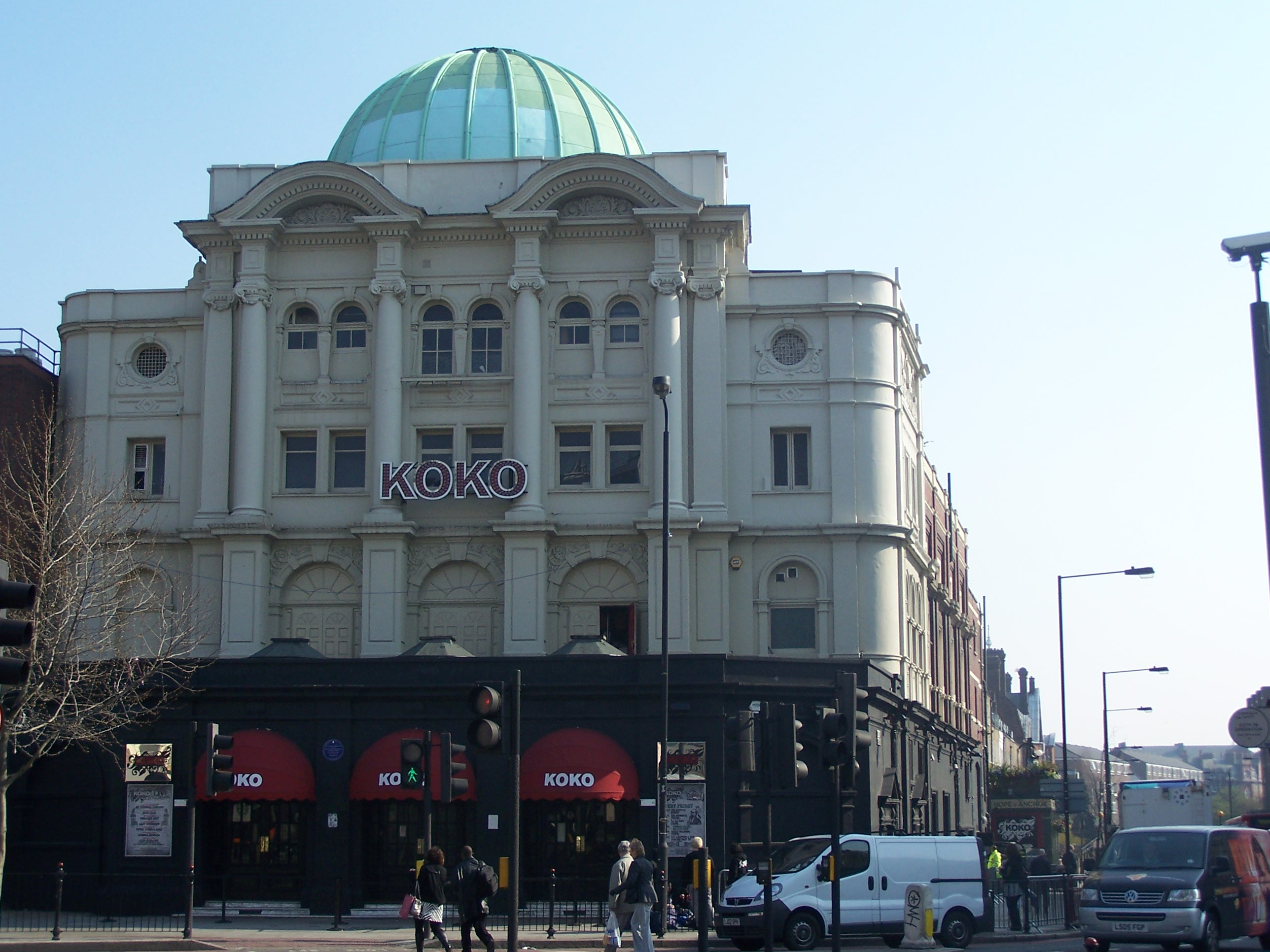
De editie van 2008 werd gehouden in KOKO

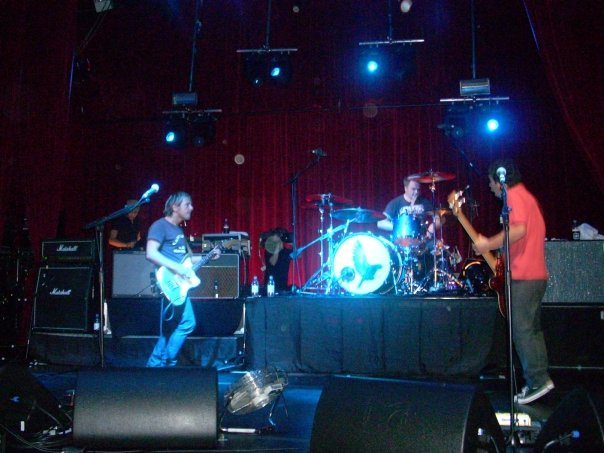
Optreden van Feeder in 2008

Een jaar later werd het iTunes Festival gehouden in KOKO in Camden Town, de volgende artiesten gaven in juli een optreden:

### 2009

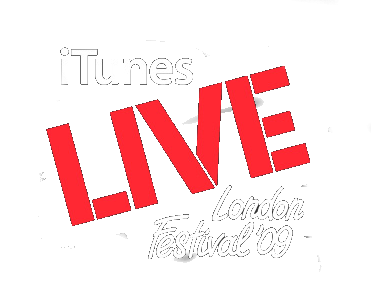
Logo voor het iTunes Festival 2009

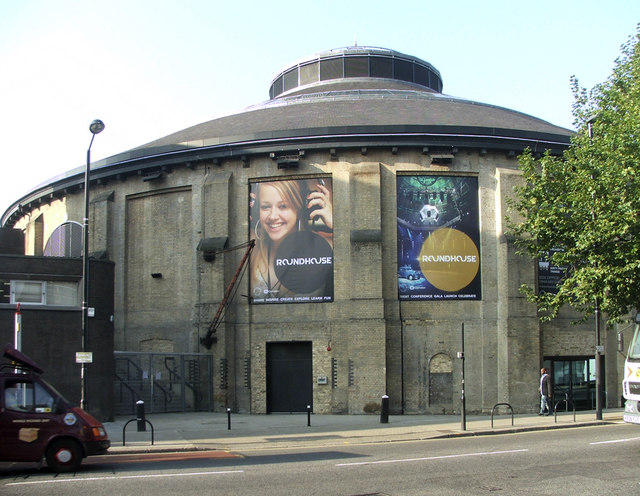
Het Roundhouse

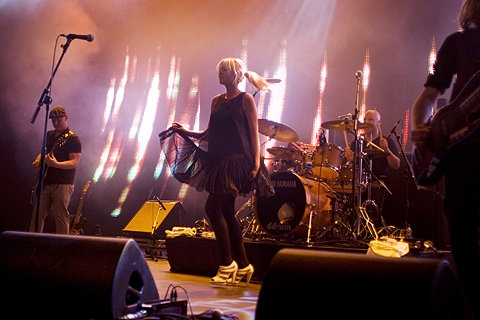
Optreden van Cicada in 2009

Sinds 2009 is het Roundhouse de thuisbasis van het iTunes Festival. De volgende artiesten gaven in 2009 hier een optreden:

### 2010

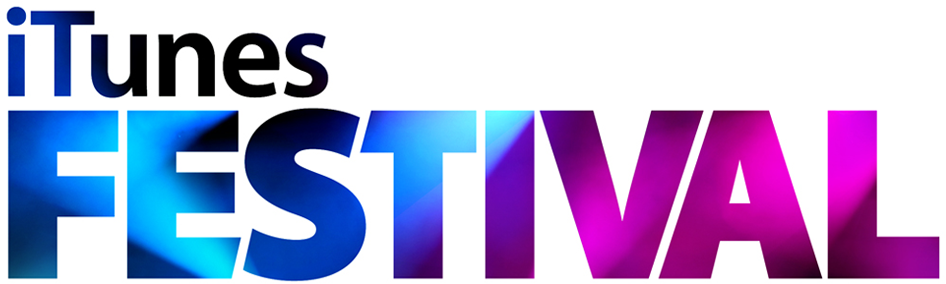
Het logo iTunes Festival 2010

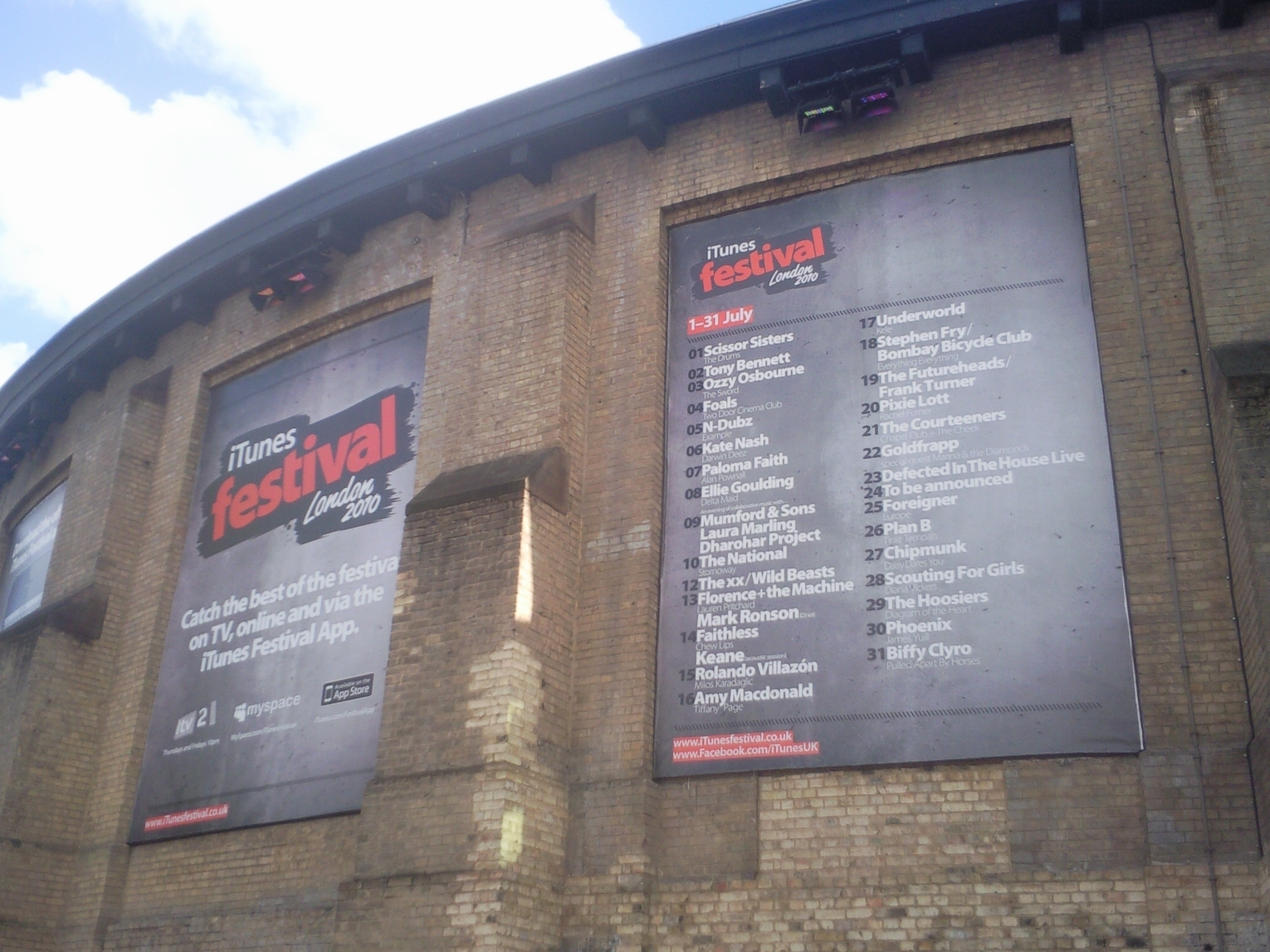
Posters voor de editie van 2010 van het muziekfestival

### 2011

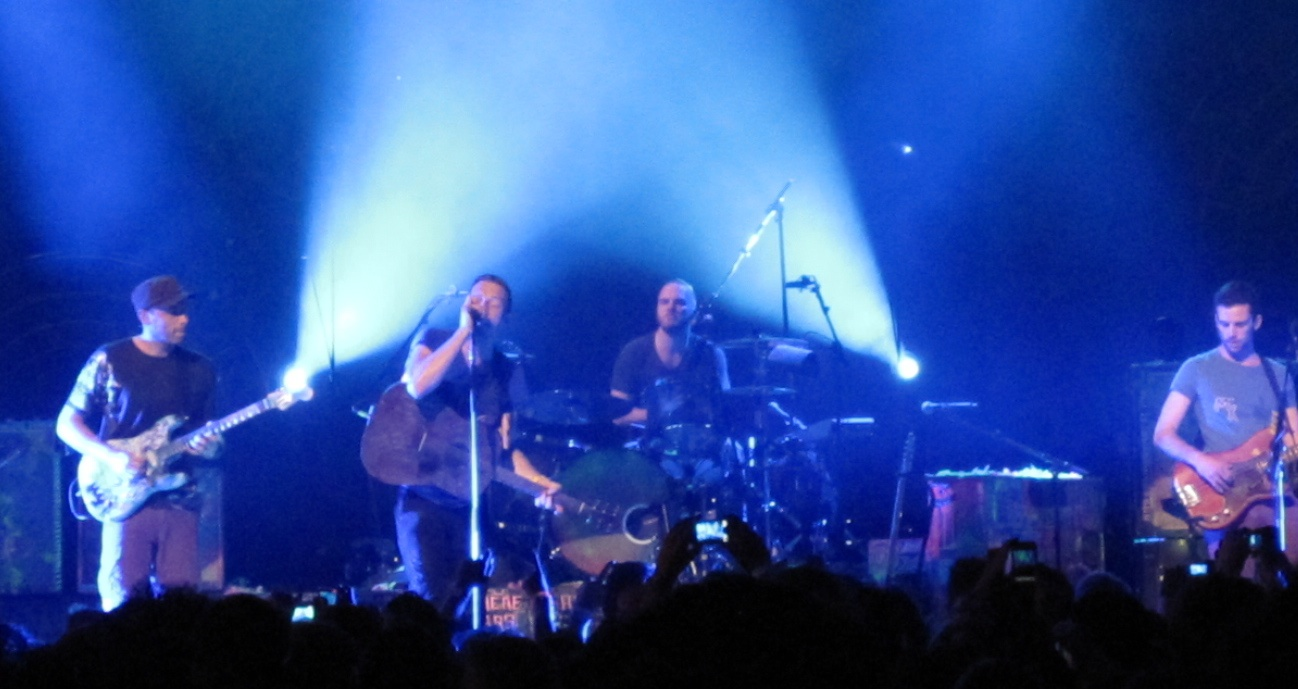
Coldplay tijdens het optreden in 2011

De editie van 2011 werd zoals gewoonlijk in het Roundhouse gehouden. Ook was op televisiezender ITV2 twee keer per week een televisieprogramma te zien met de optredens en achtergrondinformatie. Het programma werd gepresenteerd door Alexa Chung en Dave Berry. De volgende artiesten gaven een optreden:

### 2012

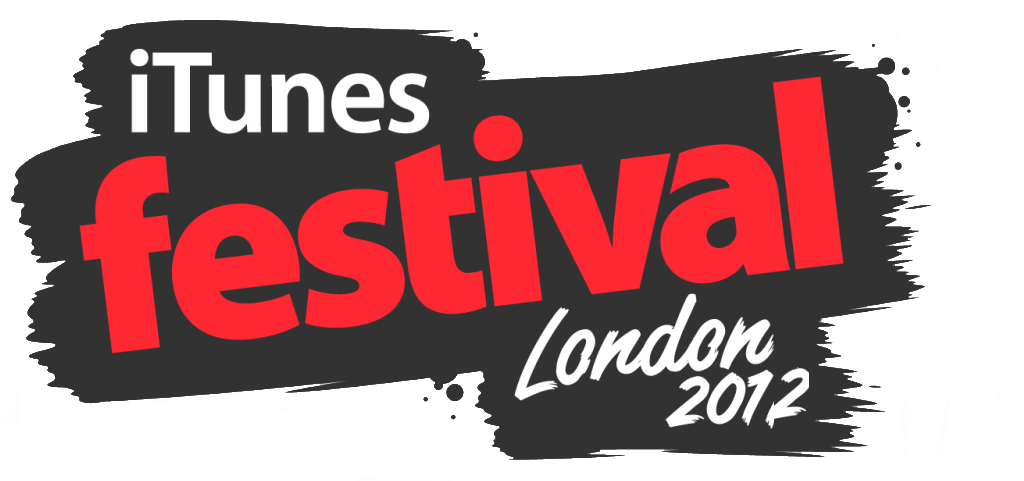
Het logo van de 2012 versie

In 2012 veranderde het muziekfestival van maand. De volgende artiesten traden in september op in het Roundhouse:

### 2013

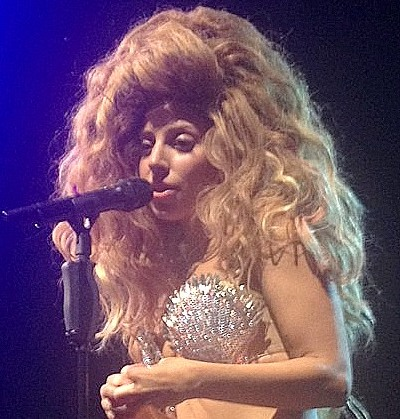
Lady Gaga tijdens haar optreden in 2013

De editie van 2013 vond plaats in het Roundhouse en duurde net zoals vorig jaar de gehele maand september. Anders dan voorgaande jaren waren kaarten via Apple alleen nog in het Verenigd Koninkrijk te winnen. De volgende artiesten hebben een optreden gegeven:

### 2014

#### Austin
Tijdens het festival South by Southwest in Austin verzorgde Apple op vijf avonden optredens in The Moody Theater.

#### Londen

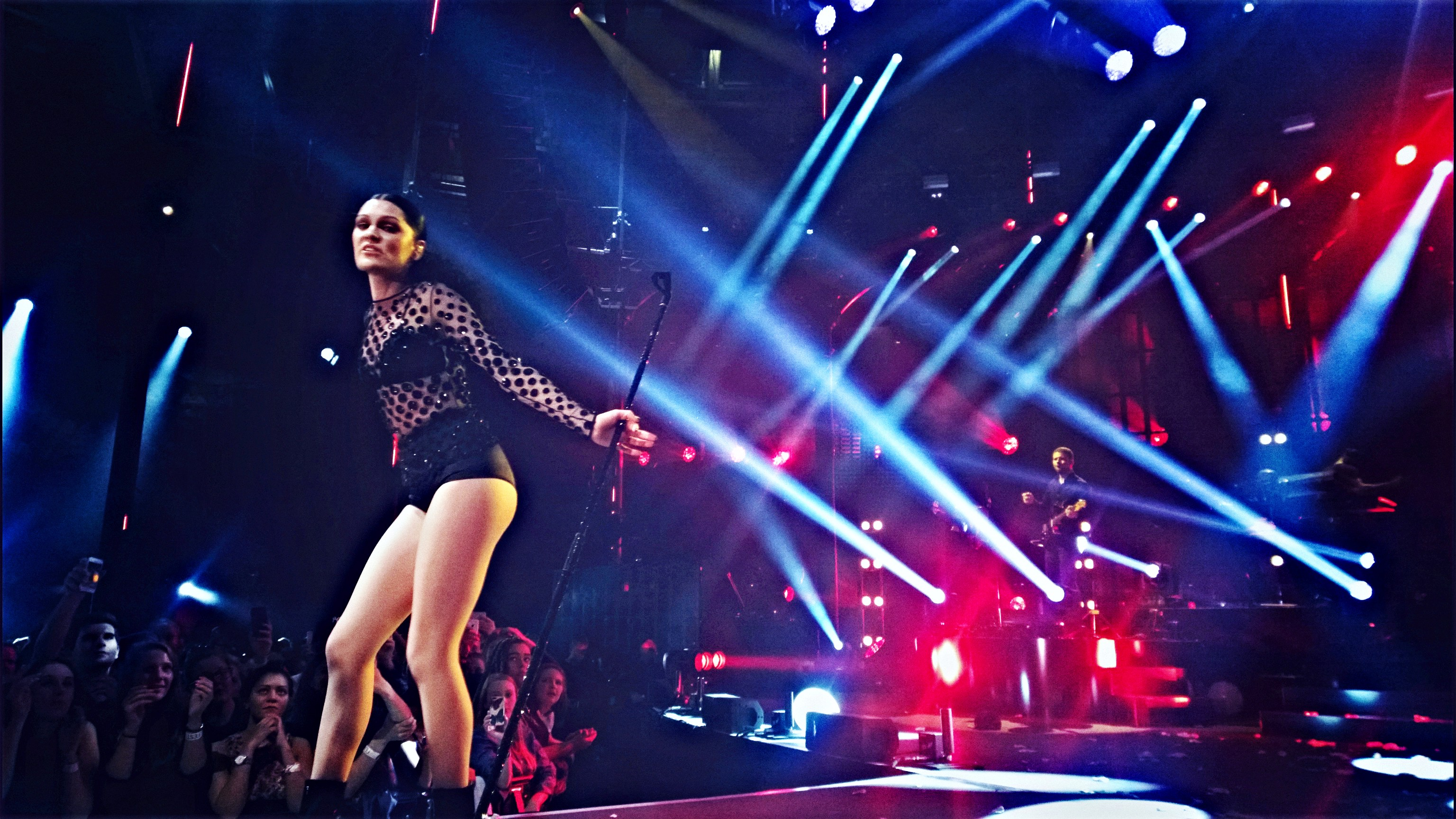
Jessie J tijdens het optreden in Londen in 2014

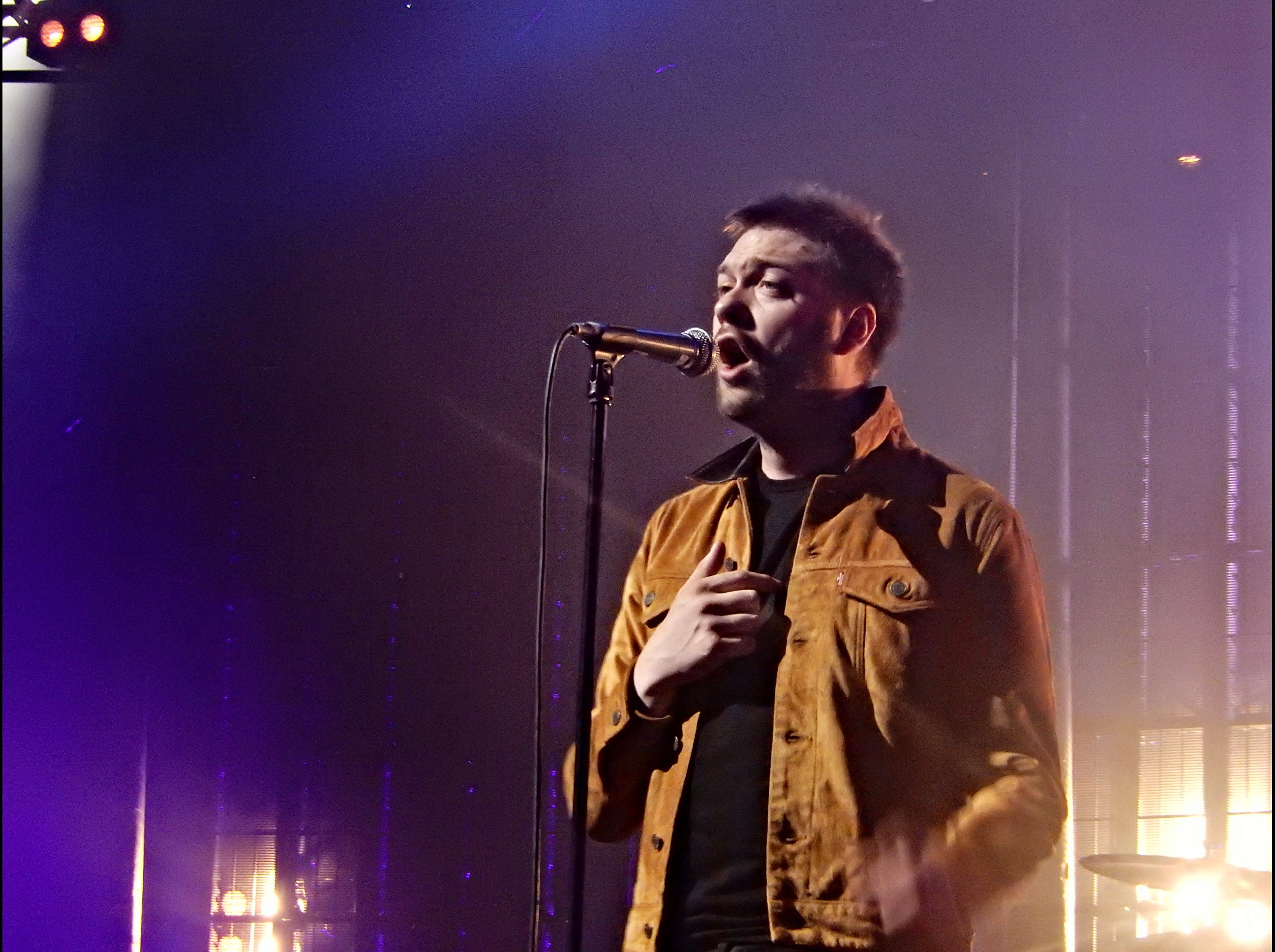
Kasabian in 2014

De line-up werd bekendgemaakt op 21 juli 2014.

### 2015
Sinds 2015 draagt het festival de naam Apple Music Festival, naar de muziekdienst van het bedrijf. Anders dan voorgaande jaren duurde het festival dat jaar maar 10 dagen.

### 2016

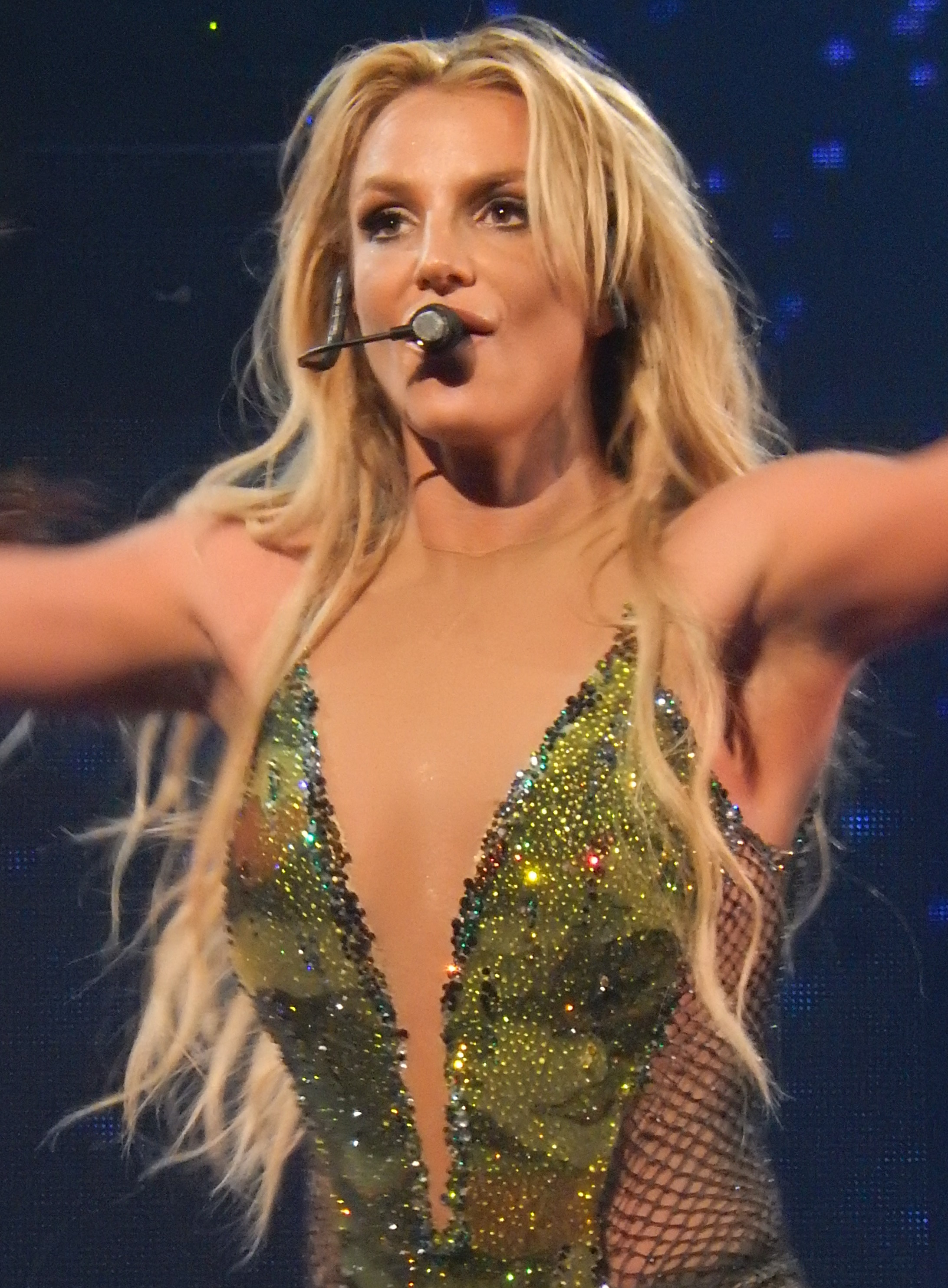
Britney Spears tijdens haar optreden in 2016

In september 2016 vond de tiende en laatste editie plaats. Wederom duurde het festival 10 dagen. 